# Bahnhof Custom House

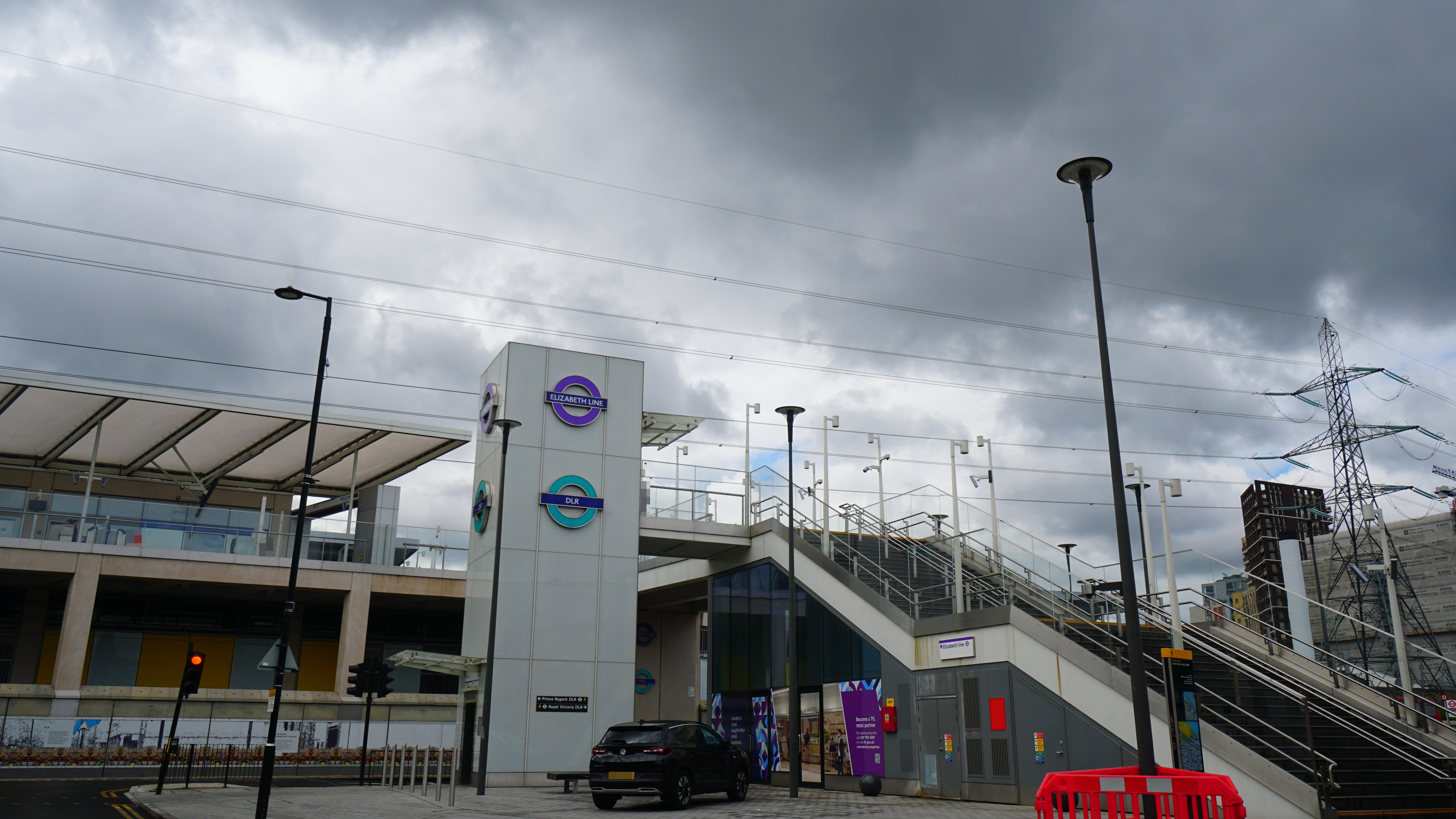
Bahnhof Custom House

Der Bahnhof Custom House in London ist ein Nahverkehrsbahnhof der Elizabeth Line (Crossrail) und der Docklands Light Railway (DLR). Er wird von Transport for London betrieben und liegt in der Travel Zone 3.
Der Name stammt vom ehemaligen Zollhaus (engl. custom house) an der Nordseite des Royal Victoria Dock. Der Bahnhof liegt an der Victoria Dock Road im Stadtteil Custom House des Stadtbezirks London Borough of Newham. Unmittelbar südlich des Bahnhofs befindet sich die Messehalle ExCeL inmitten eines Viertels mit Hotels, Restaurants und Bars. Auf dem Londoner Liniennetzplan ist der Bahnhof deshalb mit dem Namenzusatz „for ExCeL“ verzeichnet. Über die Royal Victoria Dock Bridge kann die Südseite des Hafenbeckens erreicht werden.

## Geschichte
Die Eastern Counties and Thames Junction Railway eröffnete hier am 26. November 1855 einen Bahnhof an der Bahnstrecke, aus der sich später die North London Line entwickelte. Am 14. Oktober 1872 kam eine Strecke zum Gaswerk Beckton hinzu, die unmittelbar östlich des Bahnhofs abzweigte. Diese wurde zunächst nur von Güterzügen befahren, ab 17. März 1874 auch von Personenzügen, die ab Stratford verkehrten. Schließlich eröffnete die St Katherine’s and London Docks Company am 3. August 1880 eine Zweigstrecke nach Gallions. Der Bahnhof befand sich zwischen Wohnvierteln im Norden und einem Güterbahnhof im Süden. 1891 wurde er neu gebaut und besaß ein Empfangsgebäude an der Nordseite sowie eine Fußgängerüberführung.
Bei einem Luftangriff der deutschen Luftwaffe (The Blitz) am 7. September 1940 wurde der Bahnhof stark beschädigt. Die Zweigstrecken nach Beckton und Gallions waren ebenfalls schwer in Mitleidenschaft gezogen worden, sodass der Personenverkehr eingestellt werden musste. Auf der verbliebenen Strecke nahmen die Fahrgastzahlen in den 1950er und 1960er Jahren aufgrund des Niedergangs des Hafens stark ab. 1969 wurde das Empfangsgebäude abgerissen und durch einen Unterstand ersetzt. Im Zuge der Aufwertung der North London Line elektrifizierte British Rail die Strecke im Jahr 1985. Die Eröffnung der benachbarten Station der Docklands Light Railway erfolgte am 28. März 1994, zusammen mit der Zweigstrecke in Richtung Beckton. Mit der Stilllegung des Abschnitts Stratford – North Woolwich am 9. Dezember 2006 wurde der Bahnsteig der North London Line geschlossen. Deren Trasse wurde danach zum Teil für das Projekt Crossrail verwendet und umgebaut.

## 2020er Jahre
Das Projekt Crossrail für den Bau einer S-Bahn quer durch London umfasste die Erweiterung von Custom House zu einem Umsteigeknoten. Züge auf der Zweigstrecke von Whitechapel nach Abbey Wood nutzen seit Mai 2022 einen Teil der ehemaligen Trasse der North London Line, außerdem entstand ein neues Bahnhofsgebäude.